# Боц, Август Вильгельм
Август Вильгельм Боц (нем. August Wilhelm Bohtz; 1779—1880) — немецкий философ-эстетик.

## Биография
Август Вильгельм Боц родился 17 июля 1799 года в германском городе Штетине (ныне Щецин, Польша) .
С 1828 года Боц состоял профессором при филологическом факультете в Гёттингенском университете, где преподавал новую немецкую литературу, эстетику, философию религии и этику.
Август Вильгельм Боц умер 7 мая 1880 года в городе Гёттингене.

## Избранная библиография
- «Vorlesungen über die Geschichte der neuern deutschen Poesie» (Гёттинген, 1832);
- «Die Idee des Tragischen» (1836);
- «Ueber das Komische» (1844);
- «Lessings Protestantismus und Nathan der Weise» (1854; труд в котором автор пытается снять с Лессинга упрек в религиозном индифферентизме).